# Peter Concorz

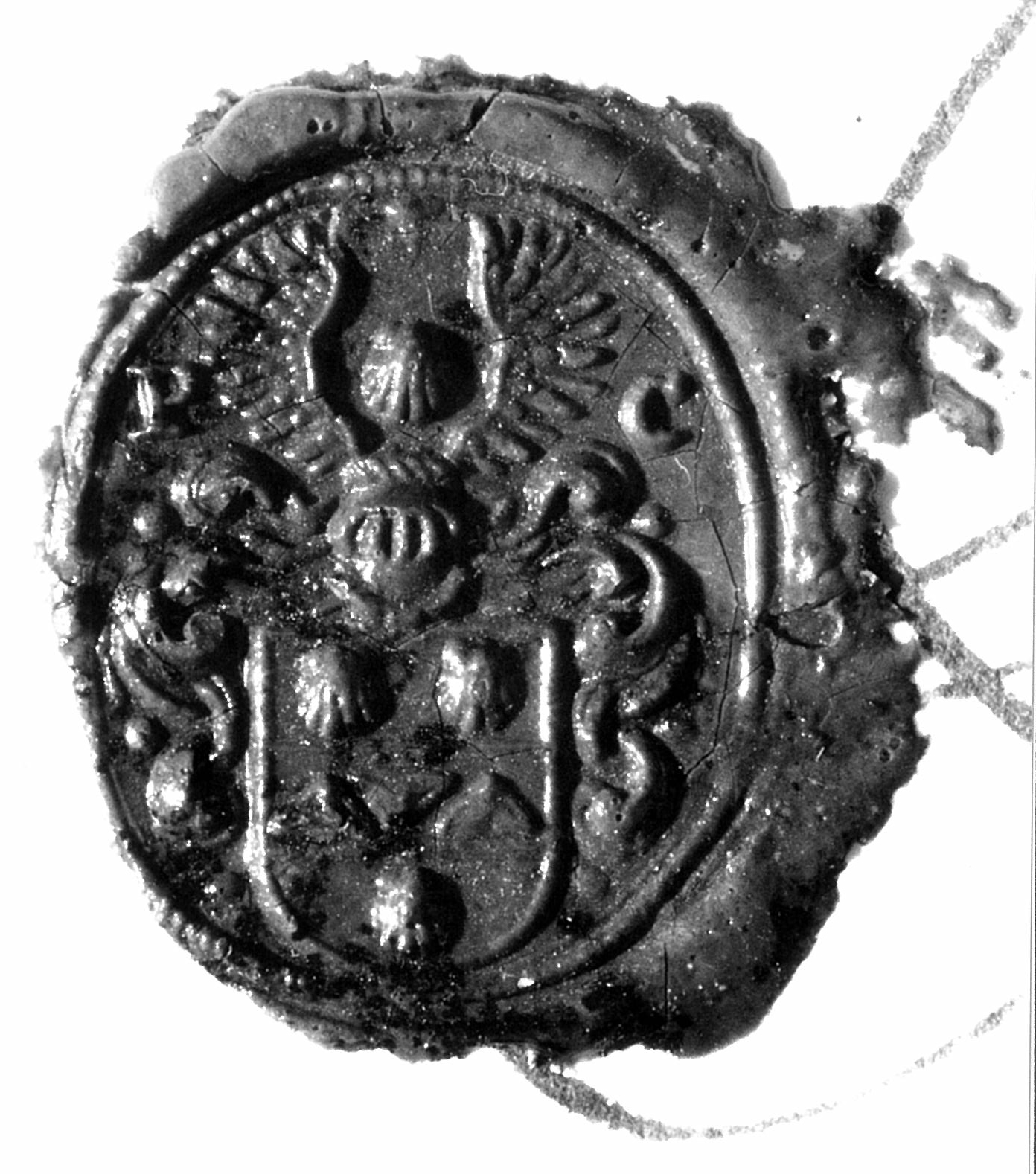
Siegel von Concorz

Peter Concorz (* 1605 in Trier; † 10. April 1658 in Wien) war kaiserlicher Kammerbildhauer, Hofsteinmetzmeister, später dann Hofbaumeister und Hofbauschreiber. In manchen Quellen wird er auch als Conchort, Chonchartz oder Khonkhortz bezeichnet.

## Leben und Wirken

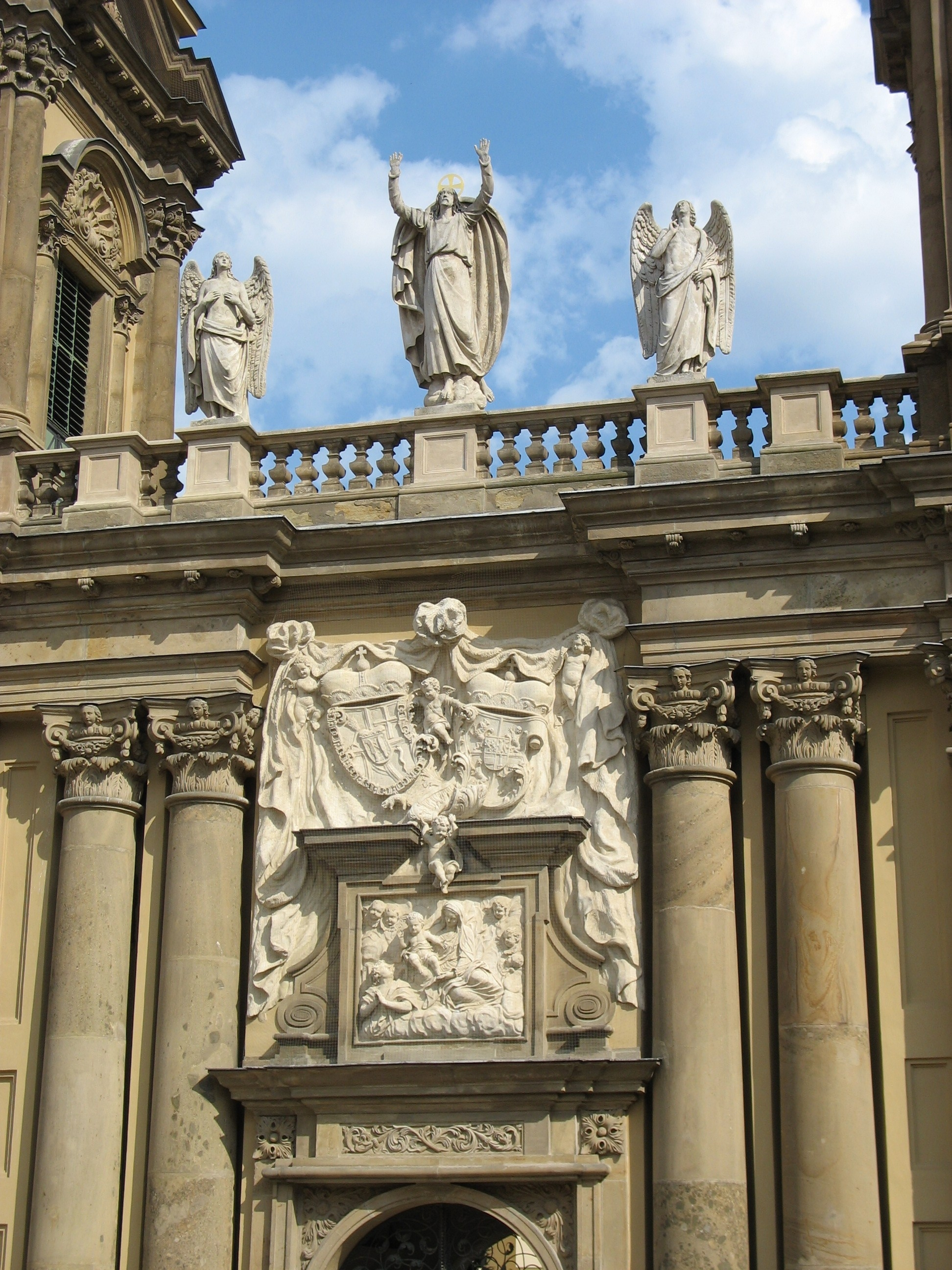
Nikolsburg, St. Anna-Kirche mit Loretokapelle

Peter wurde in der kreisfreien Stadt Trier im Heiligen Römischen Reich geboren. 

### Loretokapelle
Erste Informationen über Concorz findet man ab 1622 in Nikolsburg. Kardinal Franz Xaver von Dietrichstein ließ die Loretokapelle zur Pfarrkirche ausbauen. Er beauftragte den Architekten Giovanni Giacomo Tencalla, für die Steinmetzarbeiten Pietro Maderna und für die bildhauerische Ausgestaltung Peter Concorz.
Peter Concorz heiratete am 20. Jänner 1630 im Stephansdom Maria Reischin, Witwe des Handelsmannes Wilhelm Reisch.

### Schloss Eisgrub in Mähren
Fürst Karl Eusebius von Liechtenstein (1611–1684) beauftragte 1632 seinen Baumeister Giovanni Giacomo Tencalla, die Parkanlage von Schloss Eisgrub mit Wasserkünsten auszugestalten. Die Durchführung oblag dem Hof-Steinmetzmeister Pietro Maino Maderno gemeinsam mit seinem jüngeren Kollegen Peter Concorz.
1637 erfolgte seine Ernennung zum Kammerbildhauer mit Hoffreiheit und Hofquartier, aber ohne Besoldung. In einem Schreiben an die Meister der Wiener Bauhütte verweist Peter Concorz auf seine besonderen Rechte als Hofhandwerker. Diese Rechte stellten für die zünftigen Meister ein großes Ärgernis dar. Siehe auch Elias Hügel.

## Konflikt Steinmetz – Bildhauer
Die Wiener Steinmetzmeister beschuldigten Peter Concorz, niemals das Handwerk gelernt zu haben. In mehreren Schreiben an den Wiener Stadtrat forderten sie seine Bestrafung. Diesen Bildhauer, der von unserer Hantierung nicht abläßt, die er nicht kann, noch weniger gelernt hat, bestrafen und zu arrestieren. Seine, von uns gewarnten Gesellen zum kaiserlichen Stadtgericht in Verhaftung zu nehmen und das mitgebrachte Steinwerk hinweg geben zu können. Ein weiteres Argument ist das Steinmetzzeichen. Ihm und seinen Gesellen soll es verboten sein, ein solches zu verwenden. Denn – dann könnten wir Steinmetzen auch Goldschmied-Gesellen ausbilden.
1638 kaufte er mit Frau Maria das Haus auf der Freyung Nr. 157, an der Ecke Renngasse und Freyung liegend, mit dem Schildernamen „Zum goldenen Strauß“. Heute ist dort die Kunsthalle des Kunstforums Wien.

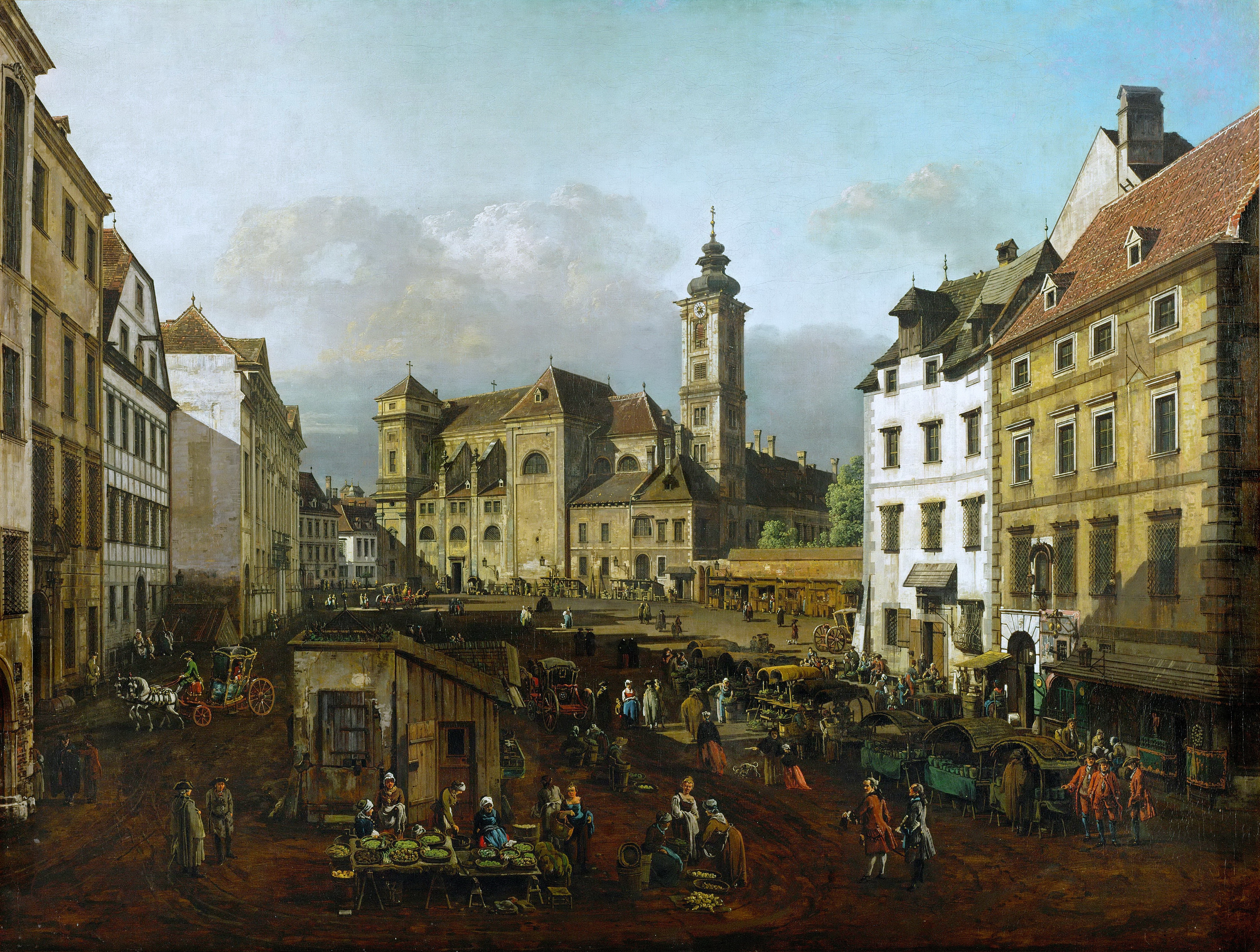
Freyung, von Canaletto, 1758 – im 2. (weißen) Haus von rechts lebte er

## Großauftrag Wiener Schottenkirche
Am 21. Mai 1634 kam es zu einem Vorkommnis, als Kaiser Ferdinand II. mit Gemahlin Eleonora Gonzaga und Töchtern die Schottenkirche besuchte. Steinchen, die sich vom Kirchengebäude losgelöst hatten, gaben Anlass zu einer wilden Panik, wobei der Kaiser selbst zu Boden geworfen wurde. Man meinte, die Kirche stürze ein. Das war der Anfang vom Ende des alten Gebäudes. Im nächsten Jahr brannte der Turm vom Blitz getroffen ab, wurde zwar 1636 wieder aufgebaut, brach aber am 3. Februar 1637 abermals zusammen, ... weil er nur auf die alte Runzen gebauet war worden.
Hofsteinmetzmeister Peter Concorz hatte sich schon an den Arbeiten am Turm des alten Gotteshauses beteiligt und bei dessen Einsturz selbst in große Lebensgefahr geraten. Diese Steinmetzarbeit am Turm erregte den Ärger der bürgerlichen Steinmetzen der Haupthütte Wien. Sie hielten ihm vor, niemals das Handwerk gelernt zu haben und forderten in einigen Schreiben an den Stadtrat zu Wien seine Bestrafung.
Im Juli 1638 schloss Abt Johann Walterfinger des Schottenstiftes mit Markus Spätz und Antonio Carlone, Maurer und Baumeister in Wien, einen Vertrag. Der erstere hatte die Bauleitung inne, der andere die Bauaufsicht. Krankheitshalber musste Carlone zurücktreten.
Abt Johann starb während der Bauarbeiten, am 2. März 1642 vergab der neue Abt Anton Spindler den Auftrag an Andrea Allio den Älteren und dessen Neffen Andrea Allio den Jüngeren, wonach die alte Kirche abgerissen und die neue samt zwei Türmen und Gruft aufgebaut werden sollte. Sämtliche Steinmetzarbeiten wurden Peter Concorz, kaiserlicher Kammerbildhauer und Hofsteinmetz, übertragen. Ging man beim Chor noch etwas rücksichtsvoller vor (daher existieren noch romanische Reste), so kannte man beim Hauptschiff keine Schonung. In den Jahren 1642/43 begann der Wiederaufbau der Schottenkirche. Die Frage nach den verwendeten Steinen wurde durch den Kauf eines Steinbruchs in Kaisersteinbruch beantwortet.
Über die Errichtung des Hauptturmes schloss man einen eigenen Vertrag ab. Etwas verfrüht, lange vor ihrer eigentlichen Vollendung, wurde die Kirche am 31. Mai 1648 durch Fürsterzbischof Philipp Friedrich Graf von Breuner konsekriert. Anlässlich dieser Feierlichkeiten bekam Meister Peter Concorz vom Stift einen Ackergrund in Hernals.

### Tätigkeit in der kaiserlichen Favorita
In den Hofzahlamtsbüchern ist Concorz Mitwirkung bei dieser Hofarbeit ab 1639 verzeichnet. Diese ausgedehnte, mehrhöfige kaiserliche Lustschlossanlage wurde 1615 zum Sommersitz von Kaiser Matthias und Kaiserin Anna ausgebaut. Die Bezeichnung Favorita besteht seit 1623. Danach erfolgte die Anlage des Lustgartens durch Giovanni Battista Carlone und bauliche Erweiterungen.

## 1642 Kauf eines Steinbruchs im kaiserlichen Steinbruch
Kauf- und Verkaufsvertrag vom 14. Juni 1642 zwischen Herrn Abt Michael Schnabel vom Stift Heiligenkreuz und dem bürgerlichen Bildhauer und Steinmetzen in Wien, Petrum Concorz. Kaufobjekt waren ein Steinbruch – zwanzig Klafter lang und fünfzehn breit – und ein Grundstück für ein zu erbauendes Haus für ihn und seine Leute in Steinbruch am Leythaberg. Zusammen um zweihundertfünfzig Gulden samt zwei schönen steinernen Türgestell. Meister Peter hatte sich mit einem geschnitzten schönen Bild eingestellt.
Beim Wiener Meister Hans Herstorffer gab es heftige Abwehrreaktionen der Bruderschaft, bei Concorz gibt es dazu keinen Hinweis. Der erworbene Teil Steinbruch war mit ca. 550 m² nicht sehr groß und – noch wichtiger, der gute Kontakt zum Hofbildhauer und Steinmetz Pietro Maino Maderno, mit dem er in Nikolsburg und Eisgrub tätig war.

### 1645 – Unterzechmeister der Wiener Bauhütte
Verzeichnis vom 4. November 1644 – was ein jeglicher bürgerlicher Steinmetz- und Maurermeister in Wien, wie auch die Gesellen zur Erhebung der Neuen Kayserlichen Freyheiten hergeben, als nämlich ein Meister 45 Kreuzer, ein Geselle aber 15 Kreuzer. Demnach folgt (Auszug):
- Pietro Maino Maderno erlegt für sich und vier Gesellen – 1 Gulden 45 Kreuzer
- Hieronymus Bregno erlegt für sich und einen Gesellen – 1 Gulden
- Ambrosius Petruzzy erlegt den 5. September für sich und zwei Gesellen – 1 Gulden 15 Kreuzer
- Antonius Purisol erlegt den 31. Juli für sich und zwei Gesellen – 1 Gulden 15 Kreuzer
- Hans Herstorffer erlegt den 31. July für ihn und seine drei Gesellen – 1 Gulden 30 Kreuzer
- Peter Concorz erlegt für ihn und seine sieben Gesellen – 2 Gulden 30 Kreuzer. 1646 nahm er den Steinmetzlehrling Martin Kugler auf.

Seine Probleme mit dem Handwerk konnten bereinigt werden. So wie andere Kaisersteinbrucher Meister auch, wurde er auch Wiener Meister. Am 21. Dezember 1644 ist Herr Peter Concorz auf dem Rathaus sowohl von den Steinmetz- als auch Maurermeistern zu einem Unterzechmeister gewählt worden.

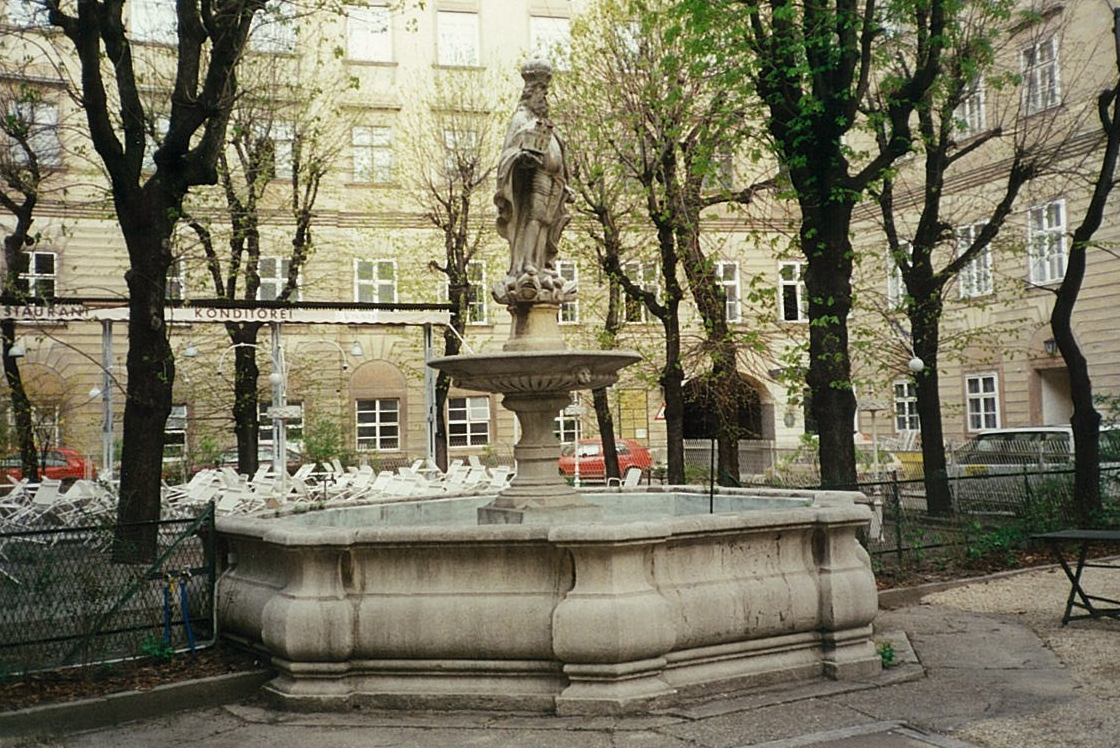
Jasomirgott-Brunnen im Schottenhof

## Hof-Baumeister und Bauschreiber
Nach der Beendigung des Dreißigjährigen Krieges 1648 setzte eine starke Bautätigkeit am Kaiserhof ein. Es ging dabei vor allem um Ausbesserungsarbeiten von Gebäudeschäden. Erst an zweiter Stelle steht in diesen Jahren der Neu- bzw. Ausbau der kaiserlichen Bauwerke. Mit der Leitung dieser Bauarbeiten wurde Hofbauschreiber Concorz betraut. Genannt wurden der Wiener Prater, Räume in der alten Burg, das grüne Lusthaus und Schloss Laxenburg. Das baufällige Dach der kaiserlichen Bibliothek wurde ebenso ausgebessert, wie das der Hofkammerratsstube in der Burg. 
In der Mitte des Schottenhofes steht – noch heute – der Heinrich-Jasomirgott-Brunnen, 1652 vom Steinmetzmeister Hans Paal errichtet. Die Statue von Herzog Heinrich Jasomirgott stammt vom Bildhauer Sebastian Wagner. Mehrere auf diesen Brunnen sich beziehende Urkunden sind erhalten geblieben.
So bestätigte am 22. Dezember 1651 Hof-Bauschreiber Concorz, dass er vom Pfarrhof St. Ulrich Wasser einer drei Zoll weiten Röhre aufgefangen, in die Stadt in den großen Wasserkessel hinter der neuen Burg an der Bastei eingeführt und von da auf ewige Zeiten – und zwar zum ersten Mal auf kaiserliche Kosten – eine ein Zoll weite Röhre bis in das Schottenkloster geführt habe. Nach einer vom gleichen Tage datierten Urkunde schenken Abt Peter Heister und der Konvent des Schottenklosters dem Hof-Baumeister Concorz auf ewige Zeiten von ihrem Zoll Wasser ein Particular in der Größe – des aufgezeichneten 0, welches er abzapfen und an beliebige Orte leiten kann, verschenken oder verkaufen.

### Trauergerüst für Ferdinand III.

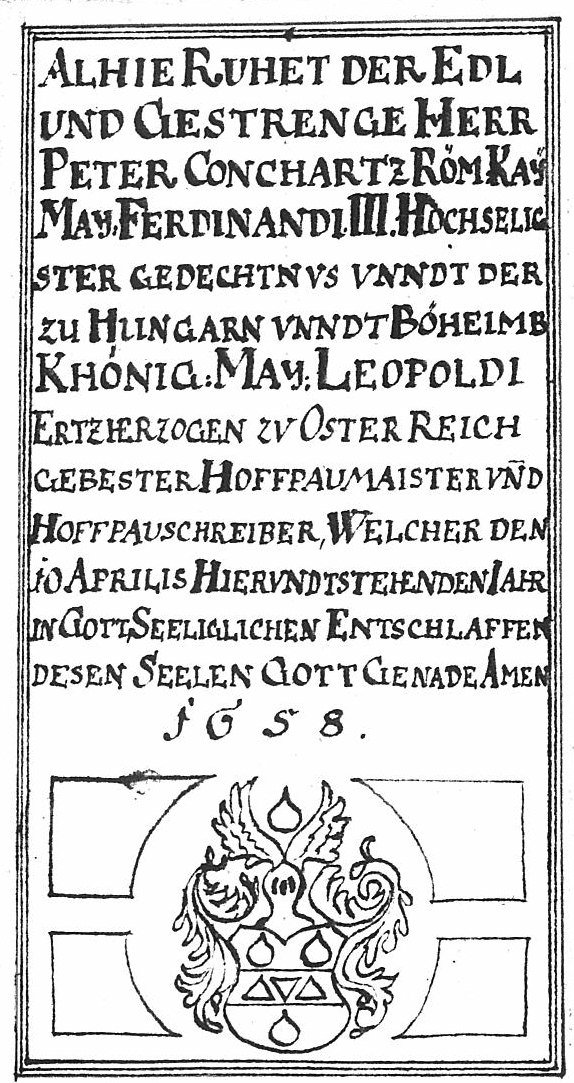
Zeichnung des Epitaphs, Steinplatte nicht mehr erhalten

Das in der Augustiner-Hofkirche in Wien errichtete Castrum doloris für Kaiser Ferdinand III. war ein Werk des Hofbaumeisters Peter Concorz. Die genaue Beschreibung des Trauergerüstes hat sich ebenso erhalten wie das Exemplar einer Radierung mit Kupferstich, das vom Hofmaler Nikolaus van Hoy und dem Hofkupferstechers Franciscus van der Steen stammt und in der Graphischen Sammlung Albertina aufbewahrt wird.

## Testament und Epitaph
Sein Leichnam wurde wunschgemäß in der Schottenkirche vor dem St. Sebastian-Altar mit dem Bild des Tobias Pock begraben und der Altar mit seinem Wappen und Schild schwarz überzogen. Es sollte das Schotten- und das Heiligenkreuzer-Geläute und sonst keines bestellt werden.
Seine Hauswirtin erhielt das halbe Haus und 8.000 fl. Sie hatten keine Nachkommen, so bestimmte er, dass ein Knabe namens Hans Jacob, welcher seinem Bruder bereits bekannt, 4.000 fl zu erhalten habe und nach dem zeitlichen Hintritt den Namen CONCORZ führen solle. Sein Bruder, der geistliche Herr Jacoby Concorz, Pfarrer zu St. Lorenzen am Hengstberg in der Steiermark wurde sein Universalerbe und getreuer Exekutor des Testaments.
Die Inschrift auf der Grabplatte lautet:
ALHIE RUHET DER EDL UND GESTRENGE HERR PETER CONCHARTZ RÖM. KAY. MAJ. FERDINAND III. HOCHSELIGSTER GEDECHTNUS UND DER ZU HUNGARN UND BÖHEIMB KHÖNIG. MAY. LEOPOLDI ERZHERZOGEN ZU ÖSTERREICH GEWESTER HOFBAUMEISTER UND HOFBAUSCHREIBER, WELCHER DEN 10. APRILIS IN GOTT SELIGLICHEN ENTSCHLAFEN. DESSEN SEELE GOTT GNADE. AMEN. 1658.

## Archivalien
- Stephansdom Matrikelarchiv: Trauungsbuch 1630.
- Znaimer Stadtarchiv, Bau der Lorettokirche, Steinmetzmeister Pietro Maino Maderno, Kammerbildhauer Peter Concorz.
- Wiener Stadt- und Landesarchiv A 61/22: Steinmetzakten, Ereignisprotokolle.
- Stift Heiligenkreuz Archiv Nr. 51/III/2: Kaufvertrag.
- Schottenkirche Archiv: Verträge, Abschrift und Zeichnung aller Epitaphe.